# Tour de l'Ain 2025
La 37e édition du Tour de l'Ain se déroule du 6 au 8 août 2025. La course fait partie du calendrier UCI Europe Tour 2025 en catégorie 2.1.

## Présentation

### Parcours
Cette édition compte trois étapes totalisant environ 446 kilomètres. Le départ est donné à Feillens, avec une première étape de 163 km jusqu'à Lagnieu, marquée par un profil accidenté (environ 1 580 mètres de dénivelé positif) et l'ascension du col de Portes en fin de parcours. La deuxième étape relie Saint-Vulbas à Lélex Monts Jura sur 153 km avec une succession de cols : Montgriffon, Giron, Menthières, pour un total de plus de 3 200 mètres de dénivelé. La dernière étape part du Plateau d'Hauteville pour rejoindre Belley sur 130 km, en passant notamment par le col de la Biche et celui du Grand Colombier.

### Équipes
Classé en catégorie 2.1 de l'UCI Europe Tour, le Tour de l'Ain est par conséquent ouvert aux WorldTeams dans la limite de 50 % des équipes participantes, aux équipes continentales professionnelles, aux équipes continentales et aux équipes nationales.
| WorldTeams (5)- Arkéa-B&B Hotels - Cofidis - Decathlon AG2R La Mondiale Team - Groupama-FDJ - Team Visma \| Lease a Bike ProTeams (3)- Q36.5 Pro Cycling Team - Unibet Tietema Rockets - Team TotalEnergies Équipes continentales (6)- Nice Métropole Côte d'Azur - CIC U Nantes - Van Rysel-Roubaix - Saint Michel-Preference Home-Auber 93 - Bike Aid - Tudor Pro Cycling Team U23 Équipe nationale- Allemagne espoirs |
| |

## Étapes
Le Tour de l'Ain est constitué de trois étapes en ligne,, :
| Étape     | Date   | Villes étapes                     | type              | Distance (km) | Vainqueur d'étape | Leader du classement général |
| --------- | ------ | --------------------------------- | ----------------- | ------------- | ----------------- | ---------------------------- |
| 1re étape | 6 août | Feillens – Lagnieu                | étape vallonnée   | 163           | Tom Donnenwirth   | Tom Donnenwirth              |
| 2e étape  | 7 août | Saint-Vulbas – station Monts Jura | étape de montagne | 153           | Nicolas Prodhomme | Nicolas Prodhomme            |
| 3e étape  | 8 août | Plateau d'Hauteville – Belley     | étape de montagne | 130           | Cian Uijtdebroeks | Cian Uijtdebroeks            |

## Déroulement de la course

### 1reétape
Le peloton d'à peine trente coureurs est emmené par l'équipe Groupama-FDJ. Tom Donnenwirth remporte le sprint et sa première victoire professionnelle.
| \| Classement de l'étape \| Classement de l'étape \| Classement de l'étape \| Classement de l'étape \| Classement de l'étape \| \| Coureur \| Coureur \| Pays \| Équipe \| Temps \| \| --------------------- \| --------------------- \| --------------------- \| ----------------------------------- \| --------------------- \| \| 1er \| Tom Donnenwirth \| France \| Groupama-FDJ \| 3 h 45 min 40 s \| \| 2e \| David Gaudu \| France \| Groupama-FDJ \| + 0 s \| \| 3e \| Andrea Vendrame \| Italie \| Decathlon-AG2R La Mondiale \| + 0 s \| \| 4e \| Lorenzo Germani \| Italie \| Groupama-FDJ \| + 0 s \| \| 5e \| Steff Cras \| Belgique \| Team TotalEnergies \| + 0 s \| \| 6e \| Nicolas Prodhomme \| France \| Decathlon-AG2R La Mondiale \| + 0 s \| \| 7e \| Nicolas Breuillard \| France \| St. Michel-Preference Home-Auber 93 \| + 0 s \| \| 8e \| Axel Mariault \| France \| CIC U Nantes \| + 0 s \| \| 9e \| Jordan Jegat \| France \| Team TotalEnergies \| + 0 s \| \| 10e \| Ben Tulett \| Royaume-Uni \| Team Visma \\| Lease a Bike \| + 0 s \| |                    |             |                                     |                 |
| |                    |             |                                     |                 |
| Source : ProCyclingStats |                    |             |                                     |                 |
| Classement de l'étape |                    |             |                                     |                 |
| Coureur | Coureur            | Pays        | Équipe                              | Temps           |
| 1er | Tom Donnenwirth    | France      | Groupama-FDJ                        | 3 h 45 min 40 s |
| 2e | David Gaudu        | France      | Groupama-FDJ                        | + 0 s           |
| 3e | Andrea Vendrame    | Italie      | Decathlon-AG2R La Mondiale          | + 0 s           |
| 4e | Lorenzo Germani    | Italie      | Groupama-FDJ                        | + 0 s           |
| 5e | Steff Cras         | Belgique    | Team TotalEnergies                  | + 0 s           |
| 6e | Nicolas Prodhomme  | France      | Decathlon-AG2R La Mondiale          | + 0 s           |
| 7e | Nicolas Breuillard | France      | St. Michel-Preference Home-Auber 93 | + 0 s           |
| 8e | Axel Mariault      | France      | CIC U Nantes                        | + 0 s           |
| 9e | Jordan Jegat       | France      | Team TotalEnergies                  | + 0 s           |
| 10e | Ben Tulett         | Royaume-Uni | Team Visma \| Lease a Bike          | + 0 s           |

| \| Classement général \| Classement général \| Classement général \| Classement général \| Classement général \| \| Coureur \| Coureur \| Pays \| Équipe \| Temps \| \| ------------------ \| ------------------ \| ------------------ \| ----------------------------------- \| ------------------ \| \| 1er \| Tom Donnenwirth \| France \| Groupama-FDJ \| 3 h 45 min 40 s \| \| 2e \| David Gaudu \| France \| Groupama-FDJ \| + 0 s \| \| 3e \| Andrea Vendrame \| Italie \| Decathlon-AG2R La Mondiale \| + 0 s \| \| 4e \| Lorenzo Germani \| Italie \| Groupama-FDJ \| + 0 s \| \| 5e \| Steff Cras \| Belgique \| Team TotalEnergies \| + 0 s \| \| 6e \| Nicolas Prodhomme \| France \| Decathlon-AG2R La Mondiale \| + 0 s \| \| 7e \| Nicolas Breuillard \| France \| St. Michel-Preference Home-Auber 93 \| + 0 s \| \| 8e \| Axel Mariault \| France \| CIC U Nantes \| + 0 s \| \| 9e \| Jordan Jegat \| France \| Team TotalEnergies \| + 0 s \| \| 10e \| Ben Tulett \| Royaume-Uni \| Team Visma \\| Lease a Bike \| + 0 s \| |                    |             |                                     |                 |
| |                    |             |                                     |                 |
| Source : ProCyclingStats |                    |             |                                     |                 |
| Classement général |                    |             |                                     |                 |
| Coureur | Coureur            | Pays        | Équipe                              | Temps           |
| 1er | Tom Donnenwirth    | France      | Groupama-FDJ                        | 3 h 45 min 40 s |
| 2e | David Gaudu        | France      | Groupama-FDJ                        | + 0 s           |
| 3e | Andrea Vendrame    | Italie      | Decathlon-AG2R La Mondiale          | + 0 s           |
| 4e | Lorenzo Germani    | Italie      | Groupama-FDJ                        | + 0 s           |
| 5e | Steff Cras         | Belgique    | Team TotalEnergies                  | + 0 s           |
| 6e | Nicolas Prodhomme  | France      | Decathlon-AG2R La Mondiale          | + 0 s           |
| 7e | Nicolas Breuillard | France      | St. Michel-Preference Home-Auber 93 | + 0 s           |
| 8e | Axel Mariault      | France      | CIC U Nantes                        | + 0 s           |
| 9e | Jordan Jegat       | France      | Team TotalEnergies                  | + 0 s           |
| 10e | Ben Tulett         | Royaume-Uni | Team Visma \| Lease a Bike          | + 0 s           |

### 2eétape
Cian Uijtdebroeks attaque à 27 kilomètres du terme. Il est suivi par Nicolas Prodhomme. Deux kilomètres plus loin, le duo reprend puis lâche Gianluca Brambilla, le dernier rescapé de l'échappée, augmente son avance et se présente à l'arrivée où Prodhomme l'emporte.
| \| Classement de l'étape \| Classement de l'étape \| Classement de l'étape \| Classement de l'étape \| Classement de l'étape \| \| Coureur \| Coureur \| Pays \| Équipe \| Temps \| \| --------------------- \| --------------------- \| --------------------- \| -------------------------- \| --------------------- \| \| 1er \| Nicolas Prodhomme \| France \| Decathlon-AG2R La Mondiale \| 3 h 56 min 55 s \| \| 2e \| Cian Uijtdebroeks \| Belgique \| Team Visma \\| Lease a Bike \| + 2 s \| \| 3e \| Jamie Meehan \| Irlande \| Cofidis \| + 53 s \| \| 4e \| Ben Tulett \| Royaume-Uni \| Team Visma \\| Lease a Bike \| + 53 s \| \| 5e \| Louis Rouland \| France \| Arkéa-B&B Hotels \| + 53 s \| \| 6e \| Sylvain Moniquet \| Belgique \| Cofidis \| + 53 s \| \| 7e \| Geoffrey Bouchard \| France \| Decathlon-AG2R La Mondiale \| + 53 s \| \| 8e \| Gianluca Brambilla \| Italie \| Q36.5 Pro Cycling Team \| + 53 s \| \| 9e \| Tijmen Graat \| Pays-Bas \| Team Visma \\| Lease a Bike \| + 56 s \| \| 10e \| Andrea Vendrame \| Italie \| Decathlon-AG2R La Mondiale \| + 2 min 03 s \| |                    |             |                            |                 |
| |                    |             |                            |                 |
| Source : ProCyclingStats |                    |             |                            |                 |
| Classement de l'étape |                    |             |                            |                 |
| Coureur | Coureur            | Pays        | Équipe                     | Temps           |
| 1er | Nicolas Prodhomme  | France      | Decathlon-AG2R La Mondiale | 3 h 56 min 55 s |
| 2e | Cian Uijtdebroeks  | Belgique    | Team Visma \| Lease a Bike | + 2 s           |
| 3e | Jamie Meehan       | Irlande     | Cofidis                    | + 53 s          |
| 4e | Ben Tulett         | Royaume-Uni | Team Visma \| Lease a Bike | + 53 s          |
| 5e | Louis Rouland      | France      | Arkéa-B&B Hotels           | + 53 s          |
| 6e | Sylvain Moniquet   | Belgique    | Cofidis                    | + 53 s          |
| 7e | Geoffrey Bouchard  | France      | Decathlon-AG2R La Mondiale | + 53 s          |
| 8e | Gianluca Brambilla | Italie      | Q36.5 Pro Cycling Team     | + 53 s          |
| 9e | Tijmen Graat       | Pays-Bas    | Team Visma \| Lease a Bike | + 56 s          |
| 10e | Andrea Vendrame    | Italie      | Decathlon-AG2R La Mondiale | + 2 min 03 s    |

| \| Classement général \| Classement général \| Classement général \| Classement général \| Classement général \| \| Coureur \| Coureur \| Pays \| Équipe \| Temps \| \| ------------------ \| ------------------ \| ------------------ \| -------------------------- \| ------------------ \| \| 1er \| Nicolas Prodhomme \| France \| Decathlon-AG2R La Mondiale \| 7 h 42 min 35 s \| \| 2e \| Cian Uijtdebroeks \| Belgique \| Team Visma \\| Lease a Bike \| + 2 s \| \| 3e \| Ben Tulett \| Royaume-Uni \| Team Visma \\| Lease a Bike \| + 53 s \| \| 4e \| Sylvain Moniquet \| Belgique \| Cofidis \| + 53 s \| \| 5e \| Louis Rouland \| France \| Arkéa-B&B Hotels \| + 53 s \| \| 6e \| Gianluca Brambilla \| Italie \| Q36.5 Pro Cycling Team \| + 53 s \| \| 7e \| Jamie Meehan \| Irlande \| Cofidis \| + 53 s \| \| 8e \| Geoffrey Bouchard \| France \| Decathlon-AG2R La Mondiale \| + 53 s \| \| 9e \| Tijmen Graat \| Pays-Bas \| Team Visma \\| Lease a Bike \| + 56 s \| \| 10e \| Andrea Vendrame \| Italie \| Decathlon-AG2R La Mondiale \| + 2 min 03 s \| |                    |             |                            |                 |
| |                    |             |                            |                 |
| Source : ProCyclingStats |                    |             |                            |                 |
| Classement général |                    |             |                            |                 |
| Coureur | Coureur            | Pays        | Équipe                     | Temps           |
| 1er | Nicolas Prodhomme  | France      | Decathlon-AG2R La Mondiale | 7 h 42 min 35 s |
| 2e | Cian Uijtdebroeks  | Belgique    | Team Visma \| Lease a Bike | + 2 s           |
| 3e | Ben Tulett         | Royaume-Uni | Team Visma \| Lease a Bike | + 53 s          |
| 4e | Sylvain Moniquet   | Belgique    | Cofidis                    | + 53 s          |
| 5e | Louis Rouland      | France      | Arkéa-B&B Hotels           | + 53 s          |
| 6e | Gianluca Brambilla | Italie      | Q36.5 Pro Cycling Team     | + 53 s          |
| 7e | Jamie Meehan       | Irlande     | Cofidis                    | + 53 s          |
| 8e | Geoffrey Bouchard  | France      | Decathlon-AG2R La Mondiale | + 53 s          |
| 9e | Tijmen Graat       | Pays-Bas    | Team Visma \| Lease a Bike | + 56 s          |
| 10e | Andrea Vendrame    | Italie      | Decathlon-AG2R La Mondiale | + 2 min 03 s    |

### 3eétape
Le maillot blanc Cian Uijtdebroeks lâche le maillot jaune Nicolas Prodhomme et s'isole en tête lors de l'ascension du col du Grand Colombier, à 50 kilomètres de l'arrivée, puis augmente régulièrement son avantage pour remporter la victoire avec un écart de plus de trois minutes ainsi que le classement général.
| \| Classement de l'étape \| Classement de l'étape \| Classement de l'étape \| Classement de l'étape \| Classement de l'étape \| \| Coureur \| Coureur \| Pays \| Équipe \| Temps \| \| --------------------- \| --------------------- \| --------------------- \| -------------------------- \| --------------------- \| \| 1er \| Cian Uijtdebroeks \| Belgique \| Team Visma \\| Lease a Bike \| 3 h 30 min 15 s \| \| 2e \| Nicolas Prodhomme \| France \| Decathlon-AG2R La Mondiale \| + 3 min 05 s \| \| 3e \| Ben Tulett \| Royaume-Uni \| Team Visma \\| Lease a Bike \| + 5 min 33 s \| \| 4e \| Jordan Jegat \| France \| Team TotalEnergies \| + 5 min 33 s \| \| 5e \| Louis Rouland \| France \| Arkéa-B&B Hotels \| + 5 min 33 s \| \| 6e \| Sylvain Moniquet \| Belgique \| Cofidis \| + 5 min 33 s \| \| 7e \| Andrea Vendrame \| Italie \| Decathlon-AG2R La Mondiale \| + 8 min 06 s \| \| 8e \| Odd Christian Eiking \| Norvège \| Unibet Tietema Rockets \| + 8 min 06 s \| \| 9e \| Axel Mariault \| France \| CIC U Nantes \| + 8 min 06 s \| \| 10e \| Wilco Kelderman \| Pays-Bas \| Team Visma \\| Lease a Bike \| + 8 min 06 s \| |                      |             |                            |                 |
| |                      |             |                            |                 |
| Source : ProCyclingStats |                      |             |                            |                 |
| Classement de l'étape |                      |             |                            |                 |
| Coureur | Coureur              | Pays        | Équipe                     | Temps           |
| 1er | Cian Uijtdebroeks    | Belgique    | Team Visma \| Lease a Bike | 3 h 30 min 15 s |
| 2e | Nicolas Prodhomme    | France      | Decathlon-AG2R La Mondiale | + 3 min 05 s    |
| 3e | Ben Tulett           | Royaume-Uni | Team Visma \| Lease a Bike | + 5 min 33 s    |
| 4e | Jordan Jegat         | France      | Team TotalEnergies         | + 5 min 33 s    |
| 5e | Louis Rouland        | France      | Arkéa-B&B Hotels           | + 5 min 33 s    |
| 6e | Sylvain Moniquet     | Belgique    | Cofidis                    | + 5 min 33 s    |
| 7e | Andrea Vendrame      | Italie      | Decathlon-AG2R La Mondiale | + 8 min 06 s    |
| 8e | Odd Christian Eiking | Norvège     | Unibet Tietema Rockets     | + 8 min 06 s    |
| 9e | Axel Mariault        | France      | CIC U Nantes               | + 8 min 06 s    |
| 10e | Wilco Kelderman      | Pays-Bas    | Team Visma \| Lease a Bike | + 8 min 06 s    |

## Classements finals

### Classement général
| \| Classement général \| Classement général \| Classement général \| Classement général \| Classement général \| \| Coureur \| Coureur \| Pays \| Équipe \| Temps \| \| ------------------ \| ------------------ \| ------------------ \| -------------------------- \| ------------------ \| \| 1er \| Cian Uijtdebroeks \| Belgique \| Team Visma \\| Lease a Bike \| 11 h 12 min 52 s \| \| 2e \| Nicolas Prodhomme \| France \| Decathlon-AG2R La Mondiale \| + 3 min 03 s \| \| 3e \| Ben Tulett \| Royaume-Uni \| Team Visma \\| Lease a Bike \| + 6 min 24 s \| \| 4e \| Louis Rouland \| France \| Arkéa-B&B Hotels \| + 6 min 24 s \| \| 5e \| Sylvain Moniquet \| Belgique \| Cofidis \| + 6 min 24 s \| \| 6e \| Jordan Jegat \| France \| Team TotalEnergies \| + 7 min 34 s \| \| 7e \| Gianluca Brambilla \| Italie \| Q36.5 Pro Cycling Team \| + 8 min 57 s \| \| 8e \| Geoffrey Bouchard \| France \| Decathlon-AG2R La Mondiale \| + 9 min 03 s \| \| 9e \| Andrea Vendrame \| Italie \| Decathlon-AG2R La Mondiale \| + 10 min 07 s \| \| 10e \| Axel Mariault \| France \| CIC U Nantes \| + 10 min 07 s \| |                    |             |                            |                  |
| |                    |             |                            |                  |
| |                    |             |                            |                  |
| Classement général |                    |             |                            |                  |
| Coureur | Coureur            | Pays        | Équipe                     | Temps            |
| 1er | Cian Uijtdebroeks  | Belgique    | Team Visma \| Lease a Bike | 11 h 12 min 52 s |
| 2e | Nicolas Prodhomme  | France      | Decathlon-AG2R La Mondiale | + 3 min 03 s     |
| 3e | Ben Tulett         | Royaume-Uni | Team Visma \| Lease a Bike | + 6 min 24 s     |
| 4e | Louis Rouland      | France      | Arkéa-B&B Hotels           | + 6 min 24 s     |
| 5e | Sylvain Moniquet   | Belgique    | Cofidis                    | + 6 min 24 s     |
| 6e | Jordan Jegat       | France      | Team TotalEnergies         | + 7 min 34 s     |
| 7e | Gianluca Brambilla | Italie      | Q36.5 Pro Cycling Team     | + 8 min 57 s     |
| 8e | Geoffrey Bouchard  | France      | Decathlon-AG2R La Mondiale | + 9 min 03 s     |
| 9e | Andrea Vendrame    | Italie      | Decathlon-AG2R La Mondiale | + 10 min 07 s    |
| 10e | Axel Mariault      | France      | CIC U Nantes               | + 10 min 07 s    |

### Classements annexes
| Classement par points | Classement par points | Classement par points | Classement par points      | Classement par points |
| Coureur               | Coureur               | Pays                  | Équipe                     | Points                |
| --------------------- | --------------------- | --------------------- | -------------------------- | --------------------- |
| 1er                   | Nicolas Prodhomme     | France                | Decathlon-AG2R La Mondiale | 55 pts                |
| 2e                    | Cian Uijtdebroeks     | Belgique              | Team Visma \| Lease a Bike | 45 pts                |
| 3e                    | Ben Tulett            | Royaume-Uni           | Team Visma \| Lease a Bike | 36 pts                |
| 4e                    | Andrea Vendrame       | Italie                | Decathlon-AG2R La Mondiale | 31 pts                |
| 5e                    | Jordan Jegat          | France                | Team TotalEnergies         | 26 pts                |
| 6e                    | Tom Donnenwirth       | France                | Groupama-FDJ               | 25 pts                |
| 7e                    | Louis Rouland         | France                | Arkéa-B&B Hotels           | 25 pts                |
| 8e                    | Sylvain Moniquet      | Belgique              | Cofidis                    | 23 pts                |
| 9e                    | David Gaudu           | France                | Groupama-FDJ               | 20 pts                |
| 10e                   | Gianluca Brambilla    | Italie                | Q36.5 Pro Cycling Team     | 19 pts                |

| Classement par points | Classement par points | Classement par points | Classement par points      | Classement par points |
| Coureur               | Coureur               | Pays                  | Équipe                     | Points                |
| --------------------- | --------------------- | --------------------- | -------------------------- | --------------------- |
| 1er                   | Nicolas Prodhomme     | France                | Decathlon-AG2R La Mondiale | 55 pts                |
| 2e                    | Cian Uijtdebroeks     | Belgique              | Team Visma \| Lease a Bike | 45 pts                |
| 3e                    | Ben Tulett            | Royaume-Uni           | Team Visma \| Lease a Bike | 36 pts                |
| 4e                    | Andrea Vendrame       | Italie                | Decathlon-AG2R La Mondiale | 31 pts                |
| 5e                    | Jordan Jegat          | France                | Team TotalEnergies         | 26 pts                |
| 6e                    | Tom Donnenwirth       | France                | Groupama-FDJ               | 25 pts                |
| 7e                    | Louis Rouland         | France                | Arkéa-B&B Hotels           | 25 pts                |
| 8e                    | Sylvain Moniquet      | Belgique              | Cofidis                    | 23 pts                |
| 9e                    | David Gaudu           | France                | Groupama-FDJ               | 20 pts                |
| 10e                   | Gianluca Brambilla    | Italie                | Q36.5 Pro Cycling Team     | 19 pts                |

| Classement de la montagne | Classement de la montagne | Classement de la montagne | Classement de la montagne           | Classement de la montagne |
| Coureur                   | Coureur                   | Pays                      | Équipe                              | Points                    |
| ------------------------- | ------------------------- | ------------------------- | ----------------------------------- | ------------------------- |
| 1er                       | Cian Uijtdebroeks         | Belgique                  | Team Visma \| Lease a Bike          | 65 pts                    |
| 2e                        | Nicolas Prodhomme         | France                    | Decathlon-AG2R La Mondiale          | 42 pts                    |
| 3e                        | Sergio Samitier           | Espagne                   | Cofidis                             | 34 pts                    |
| 4e                        | Ben Tulett                | Royaume-Uni               | Team Visma \| Lease a Bike          | 20 pts                    |
| 5e                        | Sylvain Moniquet          | Belgique                  | Cofidis                             | 18 pts                    |
| 6e                        | Gianluca Brambilla        | Italie                    | Q36.5 Pro Cycling Team              | 18 pts                    |
| 7e                        | Jaakko Hänninen           | Finlande                  | Nice Métropole Côte d'Azur          | 12 pts                    |
| 8e                        | Thomas Champion           | France                    | St. Michel-Preference Home-Auber 93 | 11 pts                    |
| 9e                        | Louis Rouland             | France                    | Arkéa-B&B Hotels                    | 10 pts                    |
| 10e                       | Jørgen Nordhagen          | Norvège                   | Team Visma \| Lease a Bike          | 10 pts                    |

| Classement de la montagne | Classement de la montagne | Classement de la montagne | Classement de la montagne           | Classement de la montagne |
| Coureur                   | Coureur                   | Pays                      | Équipe                              | Points                    |
| ------------------------- | ------------------------- | ------------------------- | ----------------------------------- | ------------------------- |
| 1er                       | Cian Uijtdebroeks         | Belgique                  | Team Visma \| Lease a Bike          | 65 pts                    |
| 2e                        | Nicolas Prodhomme         | France                    | Decathlon-AG2R La Mondiale          | 42 pts                    |
| 3e                        | Sergio Samitier           | Espagne                   | Cofidis                             | 34 pts                    |
| 4e                        | Ben Tulett                | Royaume-Uni               | Team Visma \| Lease a Bike          | 20 pts                    |
| 5e                        | Sylvain Moniquet          | Belgique                  | Cofidis                             | 18 pts                    |
| 6e                        | Gianluca Brambilla        | Italie                    | Q36.5 Pro Cycling Team              | 18 pts                    |
| 7e                        | Jaakko Hänninen           | Finlande                  | Nice Métropole Côte d'Azur          | 12 pts                    |
| 8e                        | Thomas Champion           | France                    | St. Michel-Preference Home-Auber 93 | 11 pts                    |
| 9e                        | Louis Rouland             | France                    | Arkéa-B&B Hotels                    | 10 pts                    |
| 10e                       | Jørgen Nordhagen          | Norvège                   | Team Visma \| Lease a Bike          | 10 pts                    |

| Classement du meilleur jeune | Classement du meilleur jeune | Classement du meilleur jeune | Classement du meilleur jeune    | Classement du meilleur jeune |
| Coureur                      | Coureur                      | Pays                         | Équipe                          | Temps                        |
| ---------------------------- | ---------------------------- | ---------------------------- | ------------------------------- | ---------------------------- |
| 1er                          | Cian Uijtdebroeks            | Belgique                     | Team Visma \| Lease a Bike      | 11 h 12 min 52 s             |
| 2e                           | Jørgen Nordhagen             | Norvège                      | Team Visma \| Lease a Bike      | + 10 min 13 s                |
| 3e                           | Jamie Meehan                 | Irlande                      | Cofidis                         | + 13 min 38 s                |
| 4e                           | Robin Donzé                  | Suisse                       | Tudor Pro Cycling U23           | + 14 min 48 s                |
| 5e                           | Tijmen Graat                 | Pays-Bas                     | Team Visma \| Lease a Bike      | + 17 min 00 s                |
| 6e                           | Brieuc Rolland               | France                       | Groupama-FDJ                    | + 23 min 59 s                |
| 7e                           | Matthew Greenwood            | Australie                    | Decathlon AG2R La Mondiale Team | + 30 min 00 s                |
| 8e                           | Diego Casagrande             | Suisse                       | Tudor Pro Cycling U23           | + 43 min 39 s                |
| 9e                           | Tim Rex                      | Belgique                     | Team Visma \| Lease a Bike      | + 47 min 52 s                |
| 10e                          | Noa Isidore                  | France                       | Decathlon-AG2R La Mondiale      | + 52 min 14 s                |

| Classement du meilleur jeune | Classement du meilleur jeune | Classement du meilleur jeune | Classement du meilleur jeune    | Classement du meilleur jeune |
| Coureur                      | Coureur                      | Pays                         | Équipe                          | Temps                        |
| ---------------------------- | ---------------------------- | ---------------------------- | ------------------------------- | ---------------------------- |
| 1er                          | Cian Uijtdebroeks            | Belgique                     | Team Visma \| Lease a Bike      | 11 h 12 min 52 s             |
| 2e                           | Jørgen Nordhagen             | Norvège                      | Team Visma \| Lease a Bike      | + 10 min 13 s                |
| 3e                           | Jamie Meehan                 | Irlande                      | Cofidis                         | + 13 min 38 s                |
| 4e                           | Robin Donzé                  | Suisse                       | Tudor Pro Cycling U23           | + 14 min 48 s                |
| 5e                           | Tijmen Graat                 | Pays-Bas                     | Team Visma \| Lease a Bike      | + 17 min 00 s                |
| 6e                           | Brieuc Rolland               | France                       | Groupama-FDJ                    | + 23 min 59 s                |
| 7e                           | Matthew Greenwood            | Australie                    | Decathlon AG2R La Mondiale Team | + 30 min 00 s                |
| 8e                           | Diego Casagrande             | Suisse                       | Tudor Pro Cycling U23           | + 43 min 39 s                |
| 9e                           | Tim Rex                      | Belgique                     | Team Visma \| Lease a Bike      | + 47 min 52 s                |
| 10e                          | Noa Isidore                  | France                       | Decathlon-AG2R La Mondiale      | + 52 min 14 s                |

| Classement par équipes | Classement par équipes                | Classement par équipes | Classement par équipes |
| Équipe                 | Équipe                                | Pays                   | Temps                  |
| ---------------------- | ------------------------------------- | ---------------------- | ---------------------- |
| 1re                    | Team Visma \| Lease a Bike            | Pays-Bas               | 33 h 00 min 54 s       |
| 2e                     | Decathlon AG2R La Mondiale Team       | France                 | + 6 min 49 s           |
| 3e                     | Arkéa-B&B Hotels                      | France                 | + 34 min 15 s          |
| 4e                     | Cofidis                               | France                 | + 37 min 04 s          |
| 5e                     | Q36.5 Pro Cycling Team                | Suisse                 | + 41 min 52 s          |
| 6e                     | Groupama-FDJ                          | France                 | + 57 min 20 s          |
| 7e                     | Saint Michel-Preference Home-Auber 93 | France                 | + 1 h 07 min 07 s      |
| 8e                     | Team TotalEnergies                    | France                 | + 1 h 05 min 45 s      |
| 9e                     | Van Rysel-Roubaix                     | France                 | + 1 h 08 min 30 s      |
| 10e                    | Unibet Tietema Rockets                | France                 | + 1 h 17 min 02 s      |

| Classement par équipes | Classement par équipes                | Classement par équipes | Classement par équipes |
| Équipe                 | Équipe                                | Pays                   | Temps                  |
| ---------------------- | ------------------------------------- | ---------------------- | ---------------------- |
| 1re                    | Team Visma \| Lease a Bike            | Pays-Bas               | 33 h 00 min 54 s       |
| 2e                     | Decathlon AG2R La Mondiale Team       | France                 | + 6 min 49 s           |
| 3e                     | Arkéa-B&B Hotels                      | France                 | + 34 min 15 s          |
| 4e                     | Cofidis                               | France                 | + 37 min 04 s          |
| 5e                     | Q36.5 Pro Cycling Team                | Suisse                 | + 41 min 52 s          |
| 6e                     | Groupama-FDJ                          | France                 | + 57 min 20 s          |
| 7e                     | Saint Michel-Preference Home-Auber 93 | France                 | + 1 h 07 min 07 s      |
| 8e                     | Team TotalEnergies                    | France                 | + 1 h 05 min 45 s      |
| 9e                     | Van Rysel-Roubaix                     | France                 | + 1 h 08 min 30 s      |
| 10e                    | Unibet Tietema Rockets                | France                 | + 1 h 17 min 02 s      |

### Classements UCI
La course attribue le même nombre de points pour l'UCI Europe Tour 2025 et le Classement mondial UCI (pour tous les coureurs).

## Évolution des classements
| Étape              |                    | Vainqueur _       | Classement général | Classement par points | Meilleur grimpeur | Meilleur jeune    | Super-combatif     | Meilleure équipe           |
| ------------------ | ------------------ | ----------------- | ------------------ | --------------------- | ----------------- | ----------------- | ------------------ | -------------------------- |
| 1re étape          | étape vallonnée    | Tom Donnenwirth   | Tom Donnenwirth    | Tom Donnenwirth       | Cian Uijtdebroeks | Robin Donzé       | Julian Borresch    | Groupama-FDJ               |
| 2e étape           | étape de montagne  | Nicolas Prodhomme | Nicolas Prodhomme  | Nicolas Prodhomme     | Sergio Samitier   | Cian Uijtdebroeks | Gianluca Brambilla | Team Visma \| Lease a Bike |
| 3e étape           | étape de montagne  | Cian Uijtdebroeks | Cian Uijtdebroeks  | Nicolas Prodhomme     | Cian Uijtdebroeks | Cian Uijtdebroeks | Gianluca Brambilla | Team Visma \| Lease a Bike |
| Classements finals | Classements finals |                   | Cian Uijtdebroeks  | Nicolas Prodhomme     | Cian Uijtdebroeks | Cian Uijtdebroeks | Cian Uijtdebroeks  | Team Visma \| Lease a Bike |

## Liste des participants
| Légende                             | Légende                                                                                                  | Légende                                | Légende                                                                                                  |
| ----------------------------------- | --- | -------------------------------------- | --- |
| Num                                 | Dossard de départ porté par le coureur sur ce Tour de l'Ain                                              | Pos                                    | Position finale au classement général                                                                    |
| Leader du classement général        | Indique le vainqueur du classement général                                                               | Leader du classement par points        | Indique le vainqueur du classement par points                                                            |
| Leader du classement de la montagne | Indique le vainqueur du classement de la montagne                                                        | Leader du classement du meilleur jeune | Indique le vainqueur du classement du meilleur jeune                                                     |
|                                     | Indique un maillot de champion national ou mondial, suivi de sa spécialité                               | #                                      | Indique la meilleure équipe                                                                              |
| NP                                  | Indique un coureur qui n'a pas pris le départ d'une étape, suivi du numéro de l'étape où il s'est retiré | AB                                     | Indique un coureur qui n'a pas terminé une étape, suivi du numéro de l'étape où il s'est retiré          |
| HD                                  | Indique un coureur qui a terminé une étape hors des délais, suivi du numéro de l'étape                   | *                                      | Indique un coureur en lice pour le classement du meilleur jeune (coureurs nés après le 1er janvier 1999) |

| Team Visma \| Lease a Bike TVL | Team Visma \| Lease a Bike TVL | Team Visma \| Lease a Bike TVL |
| ------------------------------ | ------------------------------ | ------------------------------ |
| Num                            | Coureur                        | Pos                            |
| 1                              | Cian Uijtdebroeks (BEL)        | 1er                            |
| 2                              | Tim Rex (BEL)                  | 45e                            |
| 3                              | Tijmen Graat (NED)             | 17e                            |
| 4                              | Wilco Kelderman (NED)          | 12e                            |
| 5                              | Jørgen Nordhagen (NOR)         | 13e                            |
| 6                              | Ben Tulett (GBR)               | 3e                             |

| Van Rysel-Roubaix VRR | Van Rysel-Roubaix VRR     | Van Rysel-Roubaix VRR |
| --------------------- | ------------------------- | --------------------- |
| Num                   | Coureur                   | Pos                   |
| 11                    | Rémi Capron (FRA)         | 24e                   |
| 12                    | Célestin Guillon (FRA)    | 47e                   |
| 13                    | Maxime Jarnet (FRA)       | 22e                   |
| 14                    | Maximilien Juillard (FRA) | 57e                   |
| 15                    | Kenny Molly (BEL)         | 32e                   |
| 16                    | Baptiste Planckaert (BEL) | AB-3                  |

| Cofidis COF | Cofidis COF                | Cofidis COF |
| ----------- | -------------------------- | ----------- |
| Num         | Coureur                    | Pos         |
| 21          | Sylvain Moniquet (BEL)     | 5e          |
| 22          | Simon Carr (GBR)           | 56e         |
| 23          | Nicolas Debeaumarché (FRA) | 38e         |
| 24          | Sergio Samitier (ESP)      | 28e         |
| 25          | Jamie Meehan (IRL)         | 14e         |
| 26          | Tommaso Dati (ITA)         | 48e         |

| Decathlon-AG2R La Mondiale DAT | Decathlon-AG2R La Mondiale DAT | Decathlon-AG2R La Mondiale DAT |
| ------------------------------ | ------------------------------ | ------------------------------ |
| Num                            | Coureur                        | Pos                            |
| 31                             | Nicolas Prodhomme (FRA)        | 2e                             |
| 32                             | Geoffrey Bouchard (FRA)        | 8e                             |
| 33                             | Andrea Vendrame (ITA)          | 9e                             |
| 34                             | Matthew Greenwood (AUS)        | 27e                            |
| 35                             | Noa Isidore (FRA)              | 53e                            |
| 36                             | Victor Lafay (FRA)             | 35e                            |

| Groupama-FDJ GFC | Groupama-FDJ GFC          | Groupama-FDJ GFC |
| ---------------- | ------------------------- | ---------------- |
| Num              | Coureur                   | Pos              |
| 41               | David Gaudu (FRA)         | 39e              |
| 42               | Clément Braz Afonso (FRA) | AB-3             |
| 43               | Tom Donnenwirth (FRA)     | 44e              |
| 44               | Rémy Rochas (FRA)         | AB-2             |
| 45               | Lorenzo Germani (ITA)     | 18e              |
| 46               | Brieuc Rolland (FRA)      | 21e              |

| St. Michel-Preference Home-Auber 93 AUB | St. Michel-Preference Home-Auber 93 AUB | St. Michel-Preference Home-Auber 93 AUB |
| --------------------------------------- | --------------------------------------- | --------------------------------------- |
| Num                                     | Coureur                                 | Pos                                     |
| 51                                      | Nicolas Breuillard (FRA)                | 19e                                     |
| 52                                      | Thomas Champion (FRA)                   | 20e                                     |
| 53                                      | Romain Cardis (FRA)                     | 43e                                     |
| 54                                      | Théo Delacroix (FRA)                    | 36e                                     |
| 55                                      | Yohann Simon (FRA)                      | 41e                                     |
| 56                                      | Morne van Niekerk (RSA)                 | 42e                                     |

| Q36.5 Pro Cycling Team Q36 | Q36.5 Pro Cycling Team Q36 | Q36.5 Pro Cycling Team Q36 |
| -------------------------- | -------------------------- | -------------------------- |
| Num                        | Coureur                    | Pos                        |
| 61                         | Matteo Badilatti (SUI)     | AB-3                       |
| 62                         | Gianluca Brambilla (ITA)   | 7e                         |
| 63                         | David de la Cruz (ESP)     | AB-3                       |
| 64                         | Kamil Małecki (POL)        | 49e                        |
| 65                         | Joseph Pidcock (GBR)       | 25e                        |
| 66                         | Harm Vanhoucke (BEL)       | AB-3                       |

| Arkéa-B&B Hotels ARK | Arkéa-B&B Hotels ARK    | Arkéa-B&B Hotels ARK |
| -------------------- | ----------------------- | -------------------- |
| Num                  | Coureur                 | Pos                  |
| 71                   | Victor Guernalec (FRA)  | 23e                  |
| 72                   | Rémi Lelandais (FRA)    | HD-3                 |
| 73                   | Laurens Huys (BEL)      | 26e                  |
| 74                   | Michel Ries (LUX)       | 29e                  |
| 75                   | Louis Rouland (FRA)     | 4e                   |
| 76                   | Edoardo Zamperini (ITA) | AB-2                 |

| CIC U Nantes UCN | CIC U Nantes UCN        | CIC U Nantes UCN |
| ---------------- | ----------------------- | ---------------- |
| Num              | Coureur                 | Pos              |
| 81               | Axel Mariault (FRA)     | 10e              |
| 82               | Joris Chaussinand (FRA) | 59e              |
| 83               | Justin Ducret (FRA)     | AB-3             |
| 84               | Maël Guégan (FRA)       | 46e              |
| 85               | Corentin Devroute (FRA) | AB-3             |
| 86               | Yaël Joalland (FRA)     | AB-3             |

| Tudor Pro Cycling U23 TUU | Tudor Pro Cycling U23 TUU | Tudor Pro Cycling U23 TUU |
| ------------------------- | ------------------------- | ------------------------- |
| Num                       | Coureur                   | Pos                       |
| 91                        | Samuele Alari (ITA)       | AB-1                      |
| 92                        | Diego Casagrande (SUI)    | 37e                       |
| 93                        | Arno Wallenborn (LUX)     | AB-3                      |
| 94                        | Arthur Progin (SUI)       | 66e                       |
| 95                        | Robin Donzé (SUI)         | 16e                       |
| 96                        | Mathias Guillemette (CAN) | AB-2                      |

| Bike Aid BAI | Bike Aid BAI               | Bike Aid BAI |
| ------------ | -------------------------- | ------------ |
| Num          | Coureur                    | Pos          |
| 101          | Anton Theo Lennemann (GER) | 67e          |
| 102          | Yoel Habteab (ERI)         | 58e          |
| 103          | Oliver Mattheis (GER)      | 15e          |
| 104          | Antoine Berlin (MON)       | 40e          |
| 105          | Milkias Maekele (ERI)      | HD-3         |
| 106          | Gabriel Muller (TUR)       | AB-3         |

| Team TotalEnergies TEN | Team TotalEnergies TEN | Team TotalEnergies TEN |
| ---------------------- | ---------------------- | ---------------------- |
| Num                    | Coureur                | Pos                    |
| 111                    | Geoffrey Soupe (FRA)   | 34e                    |
| 112                    | Rayan Boulahoite (FRA) | AB-1                   |
| 113                    | Steff Cras (BEL)       | NP-3                   |
| 114                    | Jordan Jegat (FRA)     | 6e                     |
| 115                    | Fabien Doubey (FRA)    | 33e                    |
| 116                    | Alan Jousseaume (FRA)  | AB-2                   |

| Nice Métropole Côte d'Azur NMC | Nice Métropole Côte d'Azur NMC | Nice Métropole Côte d'Azur NMC |
| ------------------------------ | ------------------------------ | ------------------------------ |
| Num                            | Coureur                        | Pos                            |
| 121                            | Andrea Mifsud                  | 54e                            |
| 122                            | Jaakko Hänninen (FIN)          | 31e                            |
| 123                            | Carter Guichard (NZL)          | 63e                            |
| 124                            | Damien Girard (FRA)            | HD-3                           |
| 125                            | Bohémond Barrillot (FRA)       | 60e                            |
| 126                            | Alexander Konijn (NED)         | 64e                            |

| Unibet Tietema Rockets RKT | Unibet Tietema Rockets RKT | Unibet Tietema Rockets RKT |
| -------------------------- | -------------------------- | -------------------------- |
| Num                        | Coureur                    | Pos                        |
| 131                        | Baptiste Huyet (FRA)       | 51e                        |
| 132                        | Charles Paige (GBR)        | 50e                        |
| 133                        | Killian Verschuren (FRA)   | 30e                        |
| 134                        | Odd Christian Eiking (NOR) | 11e                        |

| Allemagne espoirs GER | Allemagne espoirs GER | Allemagne espoirs GER |
| --------------------- | --------------------- | --------------------- |
| Num                   | Coureur               | Pos                   |
| 141                   | Johannes Adamietz     | 52e                   |
| 142                   | Julian Borresch       | 61e                   |
| 143                   | Roger Kluge           | 68e                   |
| 144                   | Miguel Heidemann      | 62e                   |
| 145                   | Jon Knolle            | 65e                   |
| 146                   | Ole Theiler           | 55e                   |

| Team Visma \| Lease a Bike TVL | Team Visma \| Lease a Bike TVL | Team Visma \| Lease a Bike TVL |
| ------------------------------ | ------------------------------ | ------------------------------ |
| Num                            | Coureur                        | Pos                            |
| 1                              | Cian Uijtdebroeks (BEL)        | 1er                            |
| 2                              | Tim Rex (BEL)                  | 45e                            |
| 3                              | Tijmen Graat (NED)             | 17e                            |
| 4                              | Wilco Kelderman (NED)          | 12e                            |
| 5                              | Jørgen Nordhagen (NOR)         | 13e                            |
| 6                              | Ben Tulett (GBR)               | 3e                             |

| Van Rysel-Roubaix VRR | Van Rysel-Roubaix VRR     | Van Rysel-Roubaix VRR |
| --------------------- | ------------------------- | --------------------- |
| Num                   | Coureur                   | Pos                   |
| 11                    | Rémi Capron (FRA)         | 24e                   |
| 12                    | Célestin Guillon (FRA)    | 47e                   |
| 13                    | Maxime Jarnet (FRA)       | 22e                   |
| 14                    | Maximilien Juillard (FRA) | 57e                   |
| 15                    | Kenny Molly (BEL)         | 32e                   |
| 16                    | Baptiste Planckaert (BEL) | AB-3                  |

| Cofidis COF | Cofidis COF                | Cofidis COF |
| ----------- | -------------------------- | ----------- |
| Num         | Coureur                    | Pos         |
| 21          | Sylvain Moniquet (BEL)     | 5e          |
| 22          | Simon Carr (GBR)           | 56e         |
| 23          | Nicolas Debeaumarché (FRA) | 38e         |
| 24          | Sergio Samitier (ESP)      | 28e         |
| 25          | Jamie Meehan (IRL)         | 14e         |
| 26          | Tommaso Dati (ITA)         | 48e         |

| Decathlon-AG2R La Mondiale DAT | Decathlon-AG2R La Mondiale DAT | Decathlon-AG2R La Mondiale DAT |
| ------------------------------ | ------------------------------ | ------------------------------ |
| Num                            | Coureur                        | Pos                            |
| 31                             | Nicolas Prodhomme (FRA)        | 2e                             |
| 32                             | Geoffrey Bouchard (FRA)        | 8e                             |
| 33                             | Andrea Vendrame (ITA)          | 9e                             |
| 34                             | Matthew Greenwood (AUS)        | 27e                            |
| 35                             | Noa Isidore (FRA)              | 53e                            |
| 36                             | Victor Lafay (FRA)             | 35e                            |

| Groupama-FDJ GFC | Groupama-FDJ GFC          | Groupama-FDJ GFC |
| ---------------- | ------------------------- | ---------------- |
| Num              | Coureur                   | Pos              |
| 41               | David Gaudu (FRA)         | 39e              |
| 42               | Clément Braz Afonso (FRA) | AB-3             |
| 43               | Tom Donnenwirth (FRA)     | 44e              |
| 44               | Rémy Rochas (FRA)         | AB-2             |
| 45               | Lorenzo Germani (ITA)     | 18e              |
| 46               | Brieuc Rolland (FRA)      | 21e              |

| St. Michel-Preference Home-Auber 93 AUB | St. Michel-Preference Home-Auber 93 AUB | St. Michel-Preference Home-Auber 93 AUB |
| --------------------------------------- | --------------------------------------- | --------------------------------------- |
| Num                                     | Coureur                                 | Pos                                     |
| 51                                      | Nicolas Breuillard (FRA)                | 19e                                     |
| 52                                      | Thomas Champion (FRA)                   | 20e                                     |
| 53                                      | Romain Cardis (FRA)                     | 43e                                     |
| 54                                      | Théo Delacroix (FRA)                    | 36e                                     |
| 55                                      | Yohann Simon (FRA)                      | 41e                                     |
| 56                                      | Morne van Niekerk (RSA)                 | 42e                                     |

| Q36.5 Pro Cycling Team Q36 | Q36.5 Pro Cycling Team Q36 | Q36.5 Pro Cycling Team Q36 |
| -------------------------- | -------------------------- | -------------------------- |
| Num                        | Coureur                    | Pos                        |
| 61                         | Matteo Badilatti (SUI)     | AB-3                       |
| 62                         | Gianluca Brambilla (ITA)   | 7e                         |
| 63                         | David de la Cruz (ESP)     | AB-3                       |
| 64                         | Kamil Małecki (POL)        | 49e                        |
| 65                         | Joseph Pidcock (GBR)       | 25e                        |
| 66                         | Harm Vanhoucke (BEL)       | AB-3                       |

| Arkéa-B&B Hotels ARK | Arkéa-B&B Hotels ARK    | Arkéa-B&B Hotels ARK |
| -------------------- | ----------------------- | -------------------- |
| Num                  | Coureur                 | Pos                  |
| 71                   | Victor Guernalec (FRA)  | 23e                  |
| 72                   | Rémi Lelandais (FRA)    | HD-3                 |
| 73                   | Laurens Huys (BEL)      | 26e                  |
| 74                   | Michel Ries (LUX)       | 29e                  |
| 75                   | Louis Rouland (FRA)     | 4e                   |
| 76                   | Edoardo Zamperini (ITA) | AB-2                 |

| CIC U Nantes UCN | CIC U Nantes UCN        | CIC U Nantes UCN |
| ---------------- | ----------------------- | ---------------- |
| Num              | Coureur                 | Pos              |
| 81               | Axel Mariault (FRA)     | 10e              |
| 82               | Joris Chaussinand (FRA) | 59e              |
| 83               | Justin Ducret (FRA)     | AB-3             |
| 84               | Maël Guégan (FRA)       | 46e              |
| 85               | Corentin Devroute (FRA) | AB-3             |
| 86               | Yaël Joalland (FRA)     | AB-3             |

| Tudor Pro Cycling U23 TUU | Tudor Pro Cycling U23 TUU | Tudor Pro Cycling U23 TUU |
| ------------------------- | ------------------------- | ------------------------- |
| Num                       | Coureur                   | Pos                       |
| 91                        | Samuele Alari (ITA)       | AB-1                      |
| 92                        | Diego Casagrande (SUI)    | 37e                       |
| 93                        | Arno Wallenborn (LUX)     | AB-3                      |
| 94                        | Arthur Progin (SUI)       | 66e                       |
| 95                        | Robin Donzé (SUI)         | 16e                       |
| 96                        | Mathias Guillemette (CAN) | AB-2                      |

| Bike Aid BAI | Bike Aid BAI               | Bike Aid BAI |
| ------------ | -------------------------- | ------------ |
| Num          | Coureur                    | Pos          |
| 101          | Anton Theo Lennemann (GER) | 67e          |
| 102          | Yoel Habteab (ERI)         | 58e          |
| 103          | Oliver Mattheis (GER)      | 15e          |
| 104          | Antoine Berlin (MON)       | 40e          |
| 105          | Milkias Maekele (ERI)      | HD-3         |
| 106          | Gabriel Muller (TUR)       | AB-3         |

| Team TotalEnergies TEN | Team TotalEnergies TEN | Team TotalEnergies TEN |
| ---------------------- | ---------------------- | ---------------------- |
| Num                    | Coureur                | Pos                    |
| 111                    | Geoffrey Soupe (FRA)   | 34e                    |
| 112                    | Rayan Boulahoite (FRA) | AB-1                   |
| 113                    | Steff Cras (BEL)       | NP-3                   |
| 114                    | Jordan Jegat (FRA)     | 6e                     |
| 115                    | Fabien Doubey (FRA)    | 33e                    |
| 116                    | Alan Jousseaume (FRA)  | AB-2                   |

| Nice Métropole Côte d'Azur NMC | Nice Métropole Côte d'Azur NMC | Nice Métropole Côte d'Azur NMC |
| ------------------------------ | ------------------------------ | ------------------------------ |
| Num                            | Coureur                        | Pos                            |
| 121                            | Andrea Mifsud                  | 54e                            |
| 122                            | Jaakko Hänninen (FIN)          | 31e                            |
| 123                            | Carter Guichard (NZL)          | 63e                            |
| 124                            | Damien Girard (FRA)            | HD-3                           |
| 125                            | Bohémond Barrillot (FRA)       | 60e                            |
| 126                            | Alexander Konijn (NED)         | 64e                            |

| Unibet Tietema Rockets RKT | Unibet Tietema Rockets RKT | Unibet Tietema Rockets RKT |
| -------------------------- | -------------------------- | -------------------------- |
| Num                        | Coureur                    | Pos                        |
| 131                        | Baptiste Huyet (FRA)       | 51e                        |
| 132                        | Charles Paige (GBR)        | 50e                        |
| 133                        | Killian Verschuren (FRA)   | 30e                        |
| 134                        | Odd Christian Eiking (NOR) | 11e                        |

| Allemagne espoirs GER | Allemagne espoirs GER | Allemagne espoirs GER |
| --------------------- | --------------------- | --------------------- |
| Num                   | Coureur               | Pos                   |
| 141                   | Johannes Adamietz     | 52e                   |
| 142                   | Julian Borresch       | 61e                   |
| 143                   | Roger Kluge           | 68e                   |
| 144                   | Miguel Heidemann      | 62e                   |
| 145                   | Jon Knolle            | 65e                   |
| 146                   | Ole Theiler           | 55e                   |